# کورنیتسه
کورنیتسه (به چکی: Kořenice) یک منطقهٔ مسکونی در جمهوری چک است که در ناحیه کولین واقع شده‌است.